# Twilight Frontier

Biểu trưng.

Twilight Frontier (黄昏フロンティア Tasogare Frontier, hay đọc tắt là Tasofro) là một hãng phát triển trò chơi doujin ở Nhật Bản. Họ có tên tuổi vì đã sản xuất các tác phẩm phái sinh chất lượng cao từ những game khác.

## Sản xuất
- Eternal Fighter Zero - một game đối kháng 2D dựa theo các visual novel MOON., ONE ~Kagayaku Kisetsu e~,, Kanon và AIR. Các phiên bản phát hành sau đó gồm:
  - Eternal Fighter Zero -RENEWAL-
  - Eternal Fighter Zero: Blue Sky Edition
  - Eternal Fighter Zero: Bad Moon Edition
  - Eternal Fighter Zero -Memorial-
- Immaterial and Missing Power - một game đối kháng, một phần của Touhou Project; hợp tác sản xuất với Team Shanghai Alice.
  - Gensōkyoku Bassui (幻想曲抜萃 Collection of Illusionary Music?) - Original soundtrack (OST) của game.
- MarisaLa (スーパーマリサランド? Super Marisa Land) - một nền game xây dựng Super Mario Land và Touhou.
- MegaMari (メガマリ -魔理沙の野望-?) - một game hành động dựa trên Touhou và Mega Man. Phát hành tháng 5 năm 2006.
- Higurashi Daybreak - một trò chơi bắn súng góc nhìn thứ ba dựa trên Higurashi no Naku Koro ni, do 07th Expansion là đồng tác giả.
  - Higurashi Daybreak Kai - gói mở rộng của Higurashi Daybreak. Phát hành ngày 22 tháng 4 năm 2007.
  - Higurashi Daybreak Original Soundtrack - OST của game. Phát hành ngày 22 tháng 4 năm 2007.
- Defend the library! (ぱちゅコン！ Patchucon!?) - một trò chơi chiến thuật thời gian thực dựa trên Touhou, Phát hành ngày 31 tháng 12 năm 2007.
- Scarlet Weather Rhapsody (東方緋想天?) - game đối kháng tương tự Immaterial and Missing Power, một phần của Touhou Project, số 10,5. Nó được phát hành bản thử nghiệm beta vào năm 2007 là Reitaisai.[1] Phát hành Reitaisai 5 vào ngày 25 tháng 5 năm 2008.
  - Zenjinrui no Tenrakuroku (全人類ノ天楽録 Celestial Music Record of All Humankind?) - OST của game.
- Touhou Hisoutensoku - Số 12.3 trong Touhou Project.
  - Kakunetsu Zoushin Hisoutensoku (核熱造神ヒソウテンソク Thermonuclear Deity Hisoutensoku?) - OST của game, phát hành năm 2009.
- New Super Marisa Land (魔理沙と６つのキノコ Marisa and the Six Mushrooms?) - Bản cải tiến của MarisaLa, phát hành năm 2010.
- Natsu no Kagerō (なつのかげろう?) - game 3D do Ryukishi07 của 07th Expansion hợp tác sản xuất.
- Grief Syndrome (グリーフシンドローム?) - Một trò chơi đi cảnh bắn súng dựa trên bộ anime Puella Magi Madoka Magica.[2]

## Nhân viên
- Iruka Umihara (海原いるか?) — Sản xuất chính/Thiết kế nhân vật/Thiết kế hệ thống/Dựng kịch/Hiệu ứng âm thanh
- Tarō Nono (ののたろう?) — Trưởng Lập trình viên
- KuMa — Trợ lý Lập trình viên
- alphes — Thiết kế nhân vật
- Specter (スペクター?) — Thiết kế nhân vật
- Iwashi Hasegawa (長谷川イワシ?) — Thiết kế nhân vật/Đồ họa phông nền
- GOME — Thiết kế nhân vật
- JUN — Hiệu ứng âm thanh
- NKZ — Âm nhạc